# Jim Keller

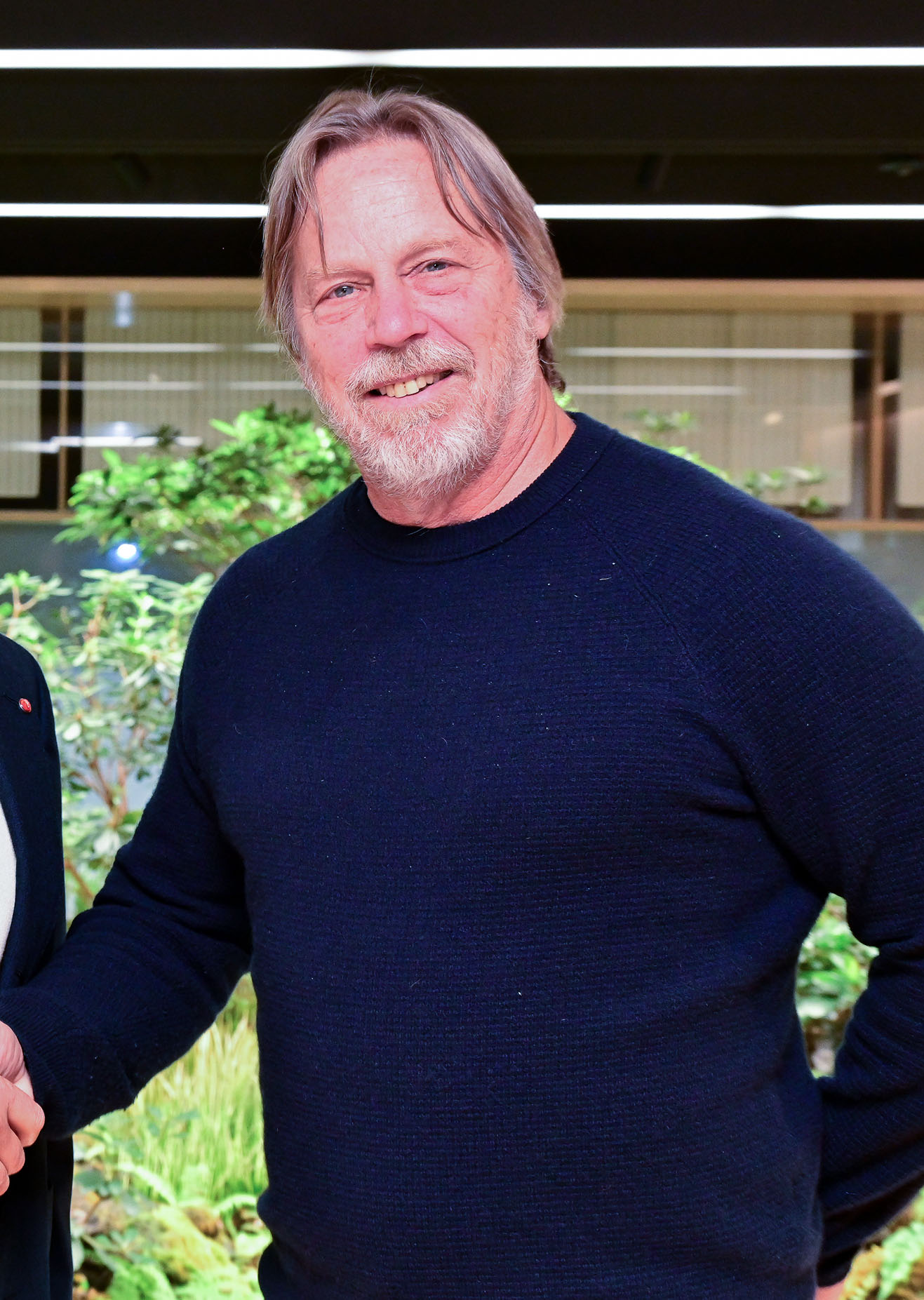
Jim Keller

Jim Keller (* 1958/1959) ist ein Mikroprozessor-Ingenieur, der vor allem durch seine Arbeit bei den Computerfirmen AMD und Apple bekannt ist. Er ist CTO, Präsident und Aufsichtsratsmitglied bei Tenstorrent, einem kanadischen KI Hardware Startup.

## Ausbildung
Keller hat einen Bachelor of Science in Elektrotechnik von der Pennsylvania State University.

## Berufliche Laufbahn
Jim Keller arbeitete bis 1998 bei DEC, wo er an der Entwicklung der Prozessoren Alpha 21164 und 21264 beteiligt war. 1998 wechselte er zu AMD, wo er an der Markteinführung des AMD-Athlon-Prozessors arbeitete und der leitende Architekt der AMD-K8-Mikroarchitektur war, zu der auch das Design des x86-64 Befehlssatzes und der HyperTransport-Verbindung gehörte, die hauptsächlich für die Multiprozessor-Kommunikation verwendet wurden.
1999 verließ er AMD, um bei SiByte zu arbeiten und MIPS-basierte Prozessoren für 1-Gbit/s-Netzwerkschnittstellen und andere Geräte zu entwickeln. Im November 2000 wurde SiByte von Broadcom übernommen, wo er bis 2004 als Chefarchitekt tätig war.
Im Jahr 2004 wechselte er als Vice President of Engineering zu P.A. Semi, einem Unternehmen, das sich auf mobile Prozessoren mit geringer Leistung spezialisiert hat. Anfang 2008 wechselte Keller zu Apple. P.A. Semi wurde kurz darauf von Apple übernommen und brachte Keller mit seinem bisherigen Team von P.A. Semi wieder zusammen. Das neue Team arbeitete an der Entwicklung der mobilen System-on-a-Chip-Prozessoren Apple A4 und A5. Diese Prozessoren wurden in mehreren Apple-Produkten verwendet, darunter iPhone 4, 4S, iPad und iPad 2.
Im August 2012 kehrte Jim Keller zu AMD zurück, wo seine Hauptaufgabe darin bestand, eine komplett neue Mikroarchitektur namens Zen zu entwickeln. Nach Jahren, in denen es nicht möglich war, mit Intel im High-End-CPU-Markt zu konkurrieren, sollte die neue Generation von Zen-Prozessoren die Position von AMD im High-End-x86-64-Prozessormarkt wiederherstellen. Am 18. September 2015 verließ Keller AMD, um anderen Möglichkeiten nachzugehen, und beendete seine dreijährige Tätigkeit bei AMD.
Im Januar 2016 begann Keller bei Tesla, Inc. als Vice Präsident of Autopilot Hardware Engineering.
Im April 2018 kam Keller zu Intel. Am 11. Juni 2020 verkündete er seinen Rücktritt aus persönlichen Gründen.
Im Januar 2021 wurde bekannt, dass sich Keller Tenstorrent angeschlossen hat.

## Persönliches
Jim Keller ist verheiratet mit Bonnie Peterson, Schwester des Psychologen Jordan Peterson.